# Grębocin (przystanek kolejowy)
Grębocin – przystanek osobowy w granicach administracyjnych Torunia, w województwie kujawsko-pomorskim, w Polsce.
Przystanek osobowy Grębocin znajduje się we wschodniej części miasta, w dzielnicy Grębocin, między stacją Toruń Wschodni a stacją Lubicz. Wejście na teren stacji znajduje się od ulicy Twardej.

## Ruch pasażerski
| Rok  | Wymiana pasażerska na dobę |
| ---- | -------------------------- |
| 2017 | –                          |
| 2022 | 0-9                        |

## Historia
Przystanek kolejowy Grębocin otwarto 21 listopada 1937 roku wraz z uruchomieniem połączenia kolejowego z miejscowością Nasielsk.

## Linia kolejowa
Przez przystanek przechodzi linia kolejowa:
- 27 Toruń Wschodni – Nasielsk

## Połączenia kolejowe
Z przystankiem istnieją bezpośrednie połączenia z: Lipnem i Sierpcem.